# Haslach im Kinzigtal
Haslach im Kinzigtal är en stad i Ortenaukreis i regionen Südlicher Oberrhein i Regierungsbezirk Freiburg i förbundslandet Baden-Württemberg i Tyskland.
Staden ingår i kommunalförbundet Haslach im Kinzigtal tillsammans med kommunerna Fischerbach, Hofstetten, Mühlenbach och Steinach.